# الدوري البلغاري الممتاز 1971-72
الدوري البلغاري الممتاز 1971-72 (بالبلغارية: „А“ група 1971/72)‏ هو الموسم 48 من الدوري البلغاري الممتاز. أشرف على تنظيمه اتحاد بلغاريا لكرة القدم، وكان عدد الأندية المشاركة فيه 18، وفاز فيه سسكا صوفيا.